# Mulhall, Carlos Alberto y otros
Mulhall, Carlos Alberto y otros es la denominación de una causa judicial por delitos de lesa humanidad cometidos en la provincia de Salta, Argentina, durante la dictadura cívico-militar argentina autodenominada Proceso de Reorganización Nacional, instalada entre 1976 y 1983.
En la causa se investigaron los crímenes cometidos en la provincia y, en especial, los ocurridos en los centros clandestinos de detención que funcionaron en ella: en la Central de Policía en la ciudad de Salta, donde existía un sector destinado al efecto; en el Escuadrón 20 de Gendarmería Nacional en la ciudad de Orán; en el Regimiento de Monte 28 situado en Tartagal y en el Penal de Villa Las Rosas.
Carlos Alberto Mulhall fue jefe del Destacamento de Exploración de caballería de montaña 141 "General Güemes" de la ciudad de Salta (Argentina).

## Sentencia
El Tribunal Oral en lo Criminal Federal de Salta dictó el 20 de diciembre de 2013 la sentencia correspondiente a este proceso en el que fueron acumuladas las causas nros. 3135/09, 3366/10, 3383/10, 3395/10, 3417/10, 3430/10, 3436/10, 3488/11, 3491/11, 3500/11, 3562/11, 3591/11, 3605/11, 3670/11, 3677/11, 3700/11, 3725/12, 3744/12 y 3747/12 y condenó a quince procesados que revistaron en la Policía de Salta, Gendarmería Nacional y Ejército Argentino y absolvió a otros dos.

## Víctimas
Las víctimas de la ciudad de Salta son Eduardo Fronda, Aldo Víctor Bellandi, Oscar Alberto Bianchini, Néstor Miguel Díaz, Ramón Gerardo Gallardo, Juan Carlos Parada Mallo, Marta Beatriz Cascella, Pedro Bonifacio Vélez, Ernesto Luis Mamaní, Carlos Enrique Mosca Alsina, Silvia Benjamina Aramayo, Martín Miguel Cobos, Víctor Mario Brizzi, Carlos Estanislao Figueroa Rojas, Héctor Domingo Gamboa, Gemma Ana María Fernández Arcieri de Gamboa y Jorge Luciano Jaime. En el norte de la provincia hay una víctima de Tartagal (Pedro Enrique Urueña), una de General Mosconi (Jorge René Santillán) y tres de Orán (René Russo, Raúl Benjamín Osores y Felipe Burgos). En el centro y centro-sur de la provincia hay cuatro víctimas en General Güemes (Francisca Delicia Torres y Berta Torres, Felipe Pizarro Gallardo y Nolberto Guerrero), tres en Metán (Reynaldo Isola, J. I. L. (víctima de violación cuyo nombre se reserva), Luis Eduardo Rizo Patrón), cuatro en Rosario de Lerma (Alfredo Mattioli, Liendro Marcial Estopiñán, Marcos Sergio Estopiñán y Ricardo Tapia) y una de Cafayate (Pablo Salomón Ríos).

## Delitos por los que condenó
El Tribunal consideró probados los siguientes delitos:    
- homicidio agravado por alevosía y por haber sido cometido con el concurso premeditado de dos o más personas (art. 80, inc. 2 y 6 del CP) ;
- homicidio (art. 79 del CP);
- privación ilegítima de la libertad agravada por abuso de sus funciones y el empleo de violencia (art. 144 bis inc. 1 y último párrafo -ley 14.616- en función del art. 142 inc. 1.º -ley 20.642-);
- aplicación de apremios ilegales (art. 144 bis inc. 2.º del CP);
- violación agravada por el concurso de dos o más personas (art. 119, inc. 3.º en función del art. 122 del CP) .

Además de estos delitos probados por los que fue condenado en firme por sentencia judicial, el Coronel Alberto Mulhall extorsionó a comerciantes de la ciudad de Salta, que debían pagarle sumas de dinero que reclamaba en virtud de supuestas deudas inventadas ex-profeso, enviándoles cartas manuscritas donde hacía constar que no trataran de eludir el pago, "caso contrario se procedería a su detención sin más trámite".

## Condenas dictadas
El Tribunal condenó a los procesados Joaquín Cornejo Alemán, Héctor Luis Ríos Ereñú, Miguel Raúl Gentil, Virtom Modesto Mendíaz, Joaquín Guil, Juan Carlos Alzugaray y Carlos Alberto Mulhall a prisión perpetua y a Julio Oscar Correa , Víctor Hugo Almirón, Mario Reinaldo Pachao, Juan Manuel Ovalle, Felipe Caucotta, Raúl Eduardo Toledano, Ricardo Benjamín Isidro de la Vega y Jacinto Ramón Vivas a penas entre 5 y 10 años de prisión, en todos los casos con más la de inhabilitación absoluta.
Por otra parte, absolvió a los procesados Marcelo Diego Gatto y Fernando Antonio Chaín.
La sentencia no se encuentra firme.

## Calificación de los hechos
El Tribunal encuadró los hechos por los que dictó condena en delitos de lesa humanidad pero rechazó que ellos encuadraran en el concepto de genocidio.
| Sentencia del Tribunal Oral en lo Criminal Federal de Salta | Sentencia del Tribunal Oral en lo Criminal Federal de Salta     | Sentencia del Tribunal Oral en lo Criminal Federal de Salta |
| ----------------------------------------------------------- | --------------------------------------------------------------- | ----------------------------------------------------------- |
| Nombre                                                      | Condición                                                       | Años de prisión                                             |
| Joaquín Cornejo Alemán                                      | Coronel del Ejército Argentino                                  | Prisión perpetua                                            |
| Héctor Luis Ríos Ereñú                                      | General del Ejército Argentino                                  | Prisión perpetua                                            |
| Miguel Raúl Gentil                                          | Coronel del Ejército Argentino                                  | Prisión perpetua                                            |
| Virtom Modesto Mendíaz                                      | Coronel del Ejército Argentino                                  | Prisión perpetua                                            |
| Joaquín Guil                                                | Comisario Mayor Retirado de la Policía de la Provincia de Salta | Prisión perpetua                                            |
| Juan Carlos Alzugaray                                       | Servicio Penitenciario                                          | Prisión perpetua                                            |
| Carlos Alberto Mulhall                                      | Coronel del Ejército Argentino                                  | Prisión perpetua                                            |
| Julio Oscar Correa                                          | Comisario Mayor retirado de la Policía de Salta                 | 10 años de prisión                                          |
| Víctor Hugo Almirón                                         | Comisario Inspector de la Policía de Salta                      | 10 años de prisión                                          |
| Mario Reinaldo Pachao                                       | Comisario de la Policía de Salta                                | 8 años de prisión                                           |
| Juan Manuel Ovalle                                          | Empleado                                                        | 6 años de prisión                                           |
| Felipe Caucotta                                             | Suboficial principal de la Policía de Salta                     | 7 años de prisión                                           |
| Raúl Eduardo Toledano                                       | Policía de la Pcia. de Salta                                    | 7 años de prisión                                           |
| Ricardo Benjamín Isidro de la Vega                          | Coronel del Ejército Argentino                                  | 5 años de prisión                                           |
| Jacinto Ramón Vivas                                         | Comisario de la Policía de Salta                                | 5 años de prisión                                           |